# Vratislav Čech
Vratislav Čech (22. února 1912 – 8. září 1974) byl český fotbalista, útočník a obránce, reprezentant Československa.

## Sportovní kariéra
V lize odehrál 119 zápasů a dal 39 gólů. Hrál za Bohemians Praha (1931 – 1935), Viktorii Žižkov (1936 – 1941) a SK Nusle (1942 – 1943).
Za československou reprezentaci odehrál v letech 1934 – 1936 dva zápasy a vstřelil tři branky (2 Rakousku, 1 Německu).